# Prosactogaster insularis
Prosactogaster insularis är en stekelart som beskrevs av Fouts 1934. Prosactogaster insularis ingår i släktet Prosactogaster och familjen gallmyggesteklar. Inga underarter finns listade i Catalogue of Life.